# Pomník padlých (Rohovládova Bělá)
Pomník padlých v první světové válce se nalézá v parčíku před kostelem svatého Petra a Pavla ve středu obce Rohovládova Bělá v okrese Pardubice. 

## Dějiny
Pomník padlých v první světové válce v obci Rohovládova Bělá byl slavnostně odhalen 29. června 1931. Dodatečně byl dne 30. srpna 1936 do pomníku slavnostně zasazen reliéf s portrétem bývalého ministerského předsedy Antonína Švehly.

## Popis
Pomník ve tvaru kamenné stély vysoké 5 m se skládá ze 2 velkých a 4 menších žulových balvanů.  Nahoře byl umístěn nápis: "UTRPENÍM K SVOBODĚ" a vedle něj je vytesána lipová ratolest.
Do dolní části druhého žulového balvanu byla vsazena mramorová deska se jmény 22 místních mužů, kteří padli nebo zemřeli v 1. světové válce. Nad ní byl mezi letopočty 1914 - 1918 umístěn reliéf raněného vojína, klesajícího do náručí matce Vlasti.
Pomník byl naposledy opraven v souvislosti s 100. výročím vzniku ČSR. Předtím byl zrestaurován a konzervován v roce 2008, kdy byl též nově vytvořen keramický reliéf Antonína Švehly (vytvořený podle fotografie toho původního), který nepřežil období nesvobody.

## Galerie

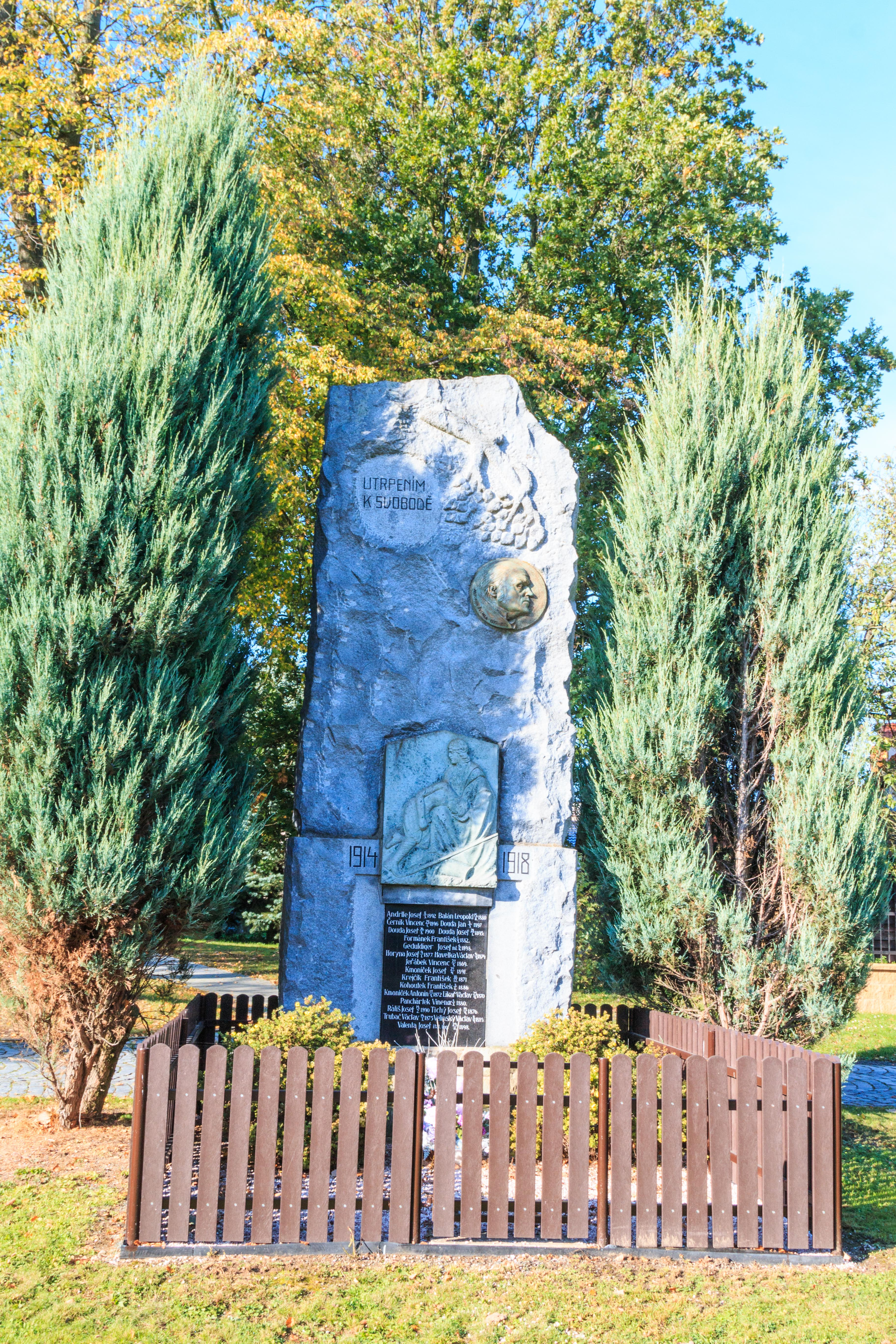
Pomník padlých v Rohovládově Bělé - stav v roce 2019
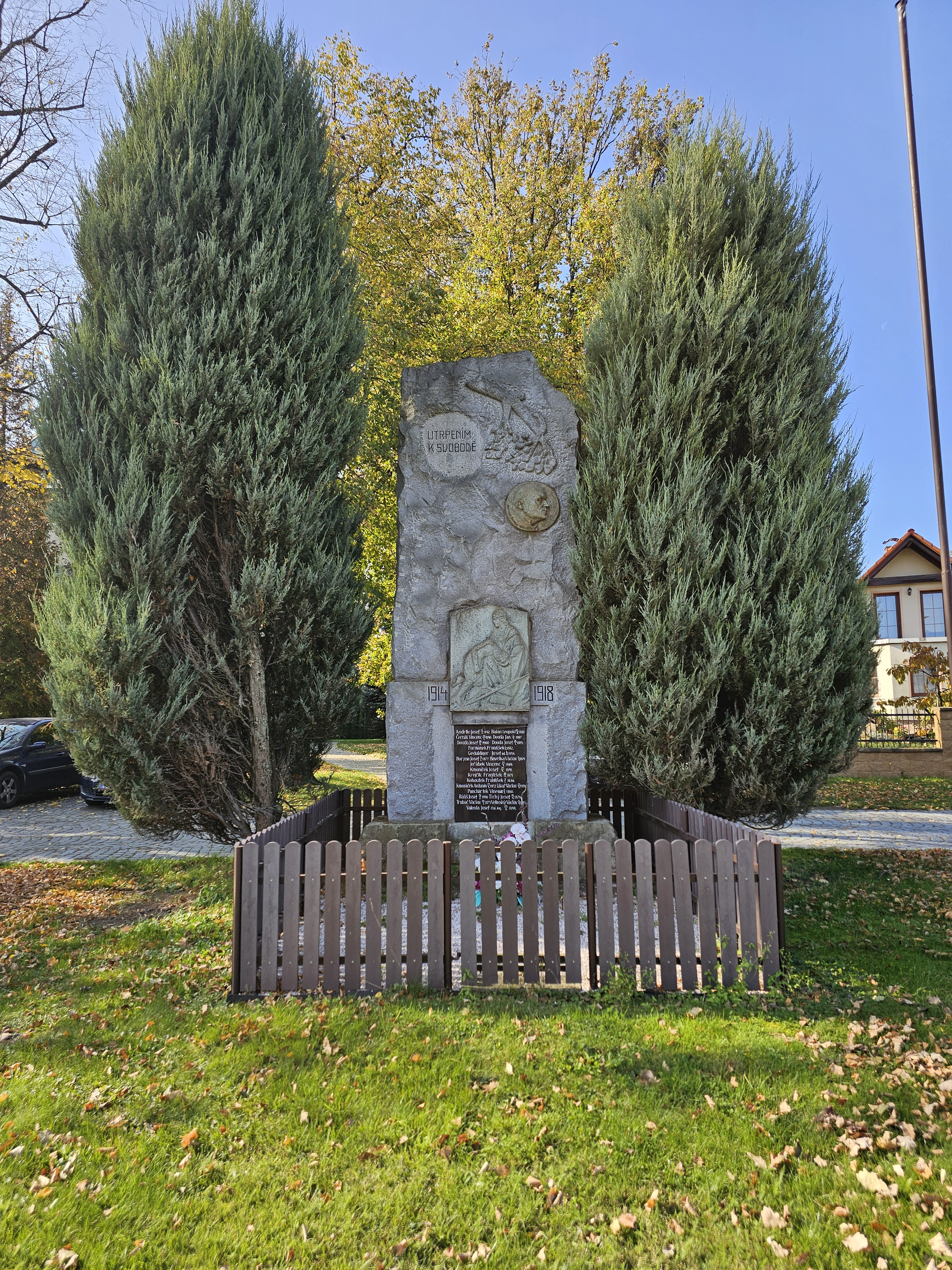
Pomník padlých v Rohovládově Bělé - stav v roce 2024